# Monumento equestre a Carlo Alberto
Il monumento equestre a Carlo Alberto è un gruppo scultoreo bronzeo eretto nel 1843 nell'attuale piazza Mazzini, nel centro di Casale Monferrato, in provincia di Alessandria, allora parte del Regno di Sardegna. Fu commissionato nel 1838 dall'amministrazione di Casale in onore di Carlo Alberto di Savoia, Re di Sardegna, per avere rielevato nel 1837 la città a sede del Senato. È opera dello scultore milanese Abbondio Sangiorgio (1798-1879); il basamento è del bolognese Pelagio Palagi (1775-1869); la fusione del bronzo fu realizzata nella fonderia milanese di Luigi Manfredini.

## Storia
Il monumento fu eretto in segno di gratitudine verso il Re di Sardegna, allora vivente e nel tredicesimo anno del suo regno, per il ripristino del Senato di Casale, massimo organo giurisdizionale del Monferrato che era stato soppresso nel settembre del 1730 da Carlo Emanuele III e spostato a Torino. L'editto di ripristino fu emanato il 19 settembre 1837 da Carlo Alberto, Re di Sardegna, che volle ripristianre l'antico Senato sotto forma di Corte d'Appello, la seconda del Piemonte. L'inaugurazione del monumento equestre avvenne il 20 maggio 1843.
La decisione di innalzare il monumento fu presa dal III Corpo Decurionale di Casale che stabilì che il costo dell'opera non venisse assorbito dall'erario ma da sottoscrizioni volontarie, la cui raccolta fu promossa dal conte Carlo Raineri, dal marchese Ludovico Pallavicino Mossi e dal conte Luigi Maistre che in pochi giorni raccolsero la cifra di 80 000 Lire piemontesi. Raccolto il denaro si proseguì a nominare una Commissione che si occupasse della realizzazione del monumento; la Commissione, con l'assistenza di Pelagio Palagi, chiamò lo scultore Abbondio Sangiorgio, già celebre per avere realizzato dal 1825 la Sestiga colossale in bronzo posta sulla sommità dell'Arco della Pace in Milano; per la fusione del bronzo fu scelta l'officina dell'incisore Luigi Manfredini che già aveva gettato la Sestiga in bronzo.
Il contratto di commissione fu firmato il 26 marzo 1838 e vi si conveniva che l'opera sarebbe stata consegnata entro tre anni e tre mesi. Si stabilì quindi che il monumento sarebbe stato collocato nella piazza principale di Casale, per cui vennero demolite alcune vecchie abitazioni e sostituite con un nuovo palazzo con facciata in ordine jonico progettato dall'architetto Pietro Bosso a contorno alla nuova piazza. Il modello in gesso, che era stato gravemente danneggiato nello studio del Sangiorgio durante le forti piogge dell'autunno del 1839 , fu pronto nell'estate del 1840.

## Descrizione
Lunghe discussioni furono intavolate circa la foggia dell'abito con cui dovesse essere raffigurato il Re, allora vivente e governante; Sangiorgio aveva prodotto due distinti modelli: in uno il sovrano era abbigliato con l'abito spagnolo di Gran Maestro dell'Ordine Supremo della Santissima Annunziata, nell'altro con un vestimento classico eroico romano. Alla fine, essendo il tema delicato, furono sentite commissioni apposite e ascoltati i pareri di diversi esperti ed artisti e prevalse la preferenza per il costume eroico.
Il monumento, circa due volte e mezzo le dimensioni naturali (il cavaliere ha un'altezza supposta in piedi di m. 4,30), raffigura Carlo Alberto abbigliato con tunica e pallio all'uso degli imperatori romani; ai piedi indossa calzari di foggia romana; la testa è leggermente rivolta verso destra e lo sguardo dritto davanti a sé; i capelli sono acconciati alla maniera napoleonica, con scriminatura sul lato sinistro; il braccio destro è teso verso l'orizzonte con il palmo della mano rivolto in basso mentre la mano sinistra tiene la briglia; il Re monta un cavallo con la testa rivolta verso sinistra e la zampa anteriore destra sollevata come nell'andatura del Canter. Sulla fronte del piedestallo si legge l'iscrizione in lingua latina dettata dal professor Francesco Stevano, segretario della Commissione:
carolo alberto regi / pio felici / legvm latori sapientissimo / qvod / veterem hanc cvriae montisferr sedem / post annos cviI novi senatvs amplitvdine / honestaverit / ordo popvlusqve casalensis / patri patriae providentissimo / avspici favstitatis perpetve / pecvnia ultro collata / d d / anno mdcccxliii regni eivs xiii

## Dettagli tecnici
Il gruppo scultoreo poggia su un piedestallo in granito del Monte Orfano (Brescia) opera di Pelagio Palagi e Pietro Bosso: si alza su un ripiano a tre gradini lungo m. 7,90 e alto m. 0,80; il dado che sorregge il monumento è un monolite del peso di circa 25 tonnellate alto m. 1,90; su di esso una cimasa modanata.
Il bronzo fu gettato in più parti poi saldate fra di loro nell'officina milanese di Luigi Manfredini che già aveva fuso la Sestiga sull'Arco della Pace a Milano; morto il Manfredini durante i preparativi, il lavoro fu portato a termine dal genero Giovanni Battista Viscardi, continuatore dell'officina: il cavallo è composto di sette pezzi, il cavaliere di cinque; la lega è composta di diciotto parti di zinco, tre e tre quarti di stagno e il rimanente di rame. Lo spessore del bronzo è in ogni parte del monumento uguale a quello della Sestiga dell'Arco della Pace. Il peso totale della statua è di 8 tonnellate. Terminata la fusione del monumento e prima del trasporto a Casale, l'officina del Manfredini (che si trovava presso l'ex convento della Fontana, fuori da Porta Comasina) fu visitata dalla Corte Reale, dal Viceré Ranieri Giuseppe d'Asburgo-Lorena con la moglie Maria Elisabetta di Savoia-Carignano (sorella di Carlo Alberto), dagli Arciduchi e dai loro figli che vollero così rendere omaggio all'opera d'arte e al monarca sabaudo.